# Nabít a zabít
Nabít a zabít (v anglickém originále Lucky Number Slevin) je německo-kanadsko-britsko-americký kriminální film z roku 2006. Režisérem filmu je Paul McGuigan. Hlavní role ve filmu ztvárnili Josh Hartnett, Bruce Willis, Lucy Liu, Morgan Freeman a Ben Kingsley.

## Obsazení
| Josh Hartnett      | Slevin Kelevra/Henry |
| Bruce Willis       | Mr.Goodkat/Smith     |
| Lucy Liu           | Lindsey              |
| Morgan Freeman     | šéf                  |
| Ben Kingsley       | rabín                |
| Stanley Tucci      | Brikowski            |
| Michael Rubenfeld  | Yitzchak             |
| Peter Outerbridge  | Dumbrowski           |
| Kevin Chamberlin   | Marty                |
| Dorian Missick     | Elvis                |
| Mykelti Williamson | Sloe                 |
| Sam Jaeger         | Nick Fisher          |
| Danny Aiello       | Roth                 |
| Robert Forster     | Murphy               |